# 下川辰平
下川 辰平（しもかわ たっぺい、1928年12月11日 - 2004年3月25日）は、日本の俳優。本名：下川 辰典（しもかわ ときふみ）。
福岡県福岡市出身。武蔵野美術大学中退。前田プロに所属していた。

## 来歴・人物
1945年、陸軍士官学校に合格したが敗戦、画家を志し、武蔵野美術大学に入学するが、中退して帰郷する。
絵ごころあって福岡の電機ホールで舞台装置を手伝っているうちに、1954年、ラジオ九州（現在のRKB毎日放送）の放送劇団に2期生として入団し俳優活動をスタート。福岡市民劇場の座長を務めた。ワンマンで地元では一番高い出演料をもらっていたという。
1964年、杉村春子にめぐりあい、再び上京して文学座附属演劇研究所に入り、研究生を経て1968年に文学座座員に昇格。『飢餓海峡』（1972年）、『天守物語』（1974年）ほか多くの舞台に立ち、1977年の舞台『天守物語』を最後に退座する。
1972年、『太陽にほえろ!』シリーズでの通称「長さん」こと野崎刑事役でレギュラー出演し、一躍有名となる。以降、叩き上げの刑事役はハマり役といわれた。企画書の段階である『明日に燃えろ!』には初期のレギュラーメンバーが羅列されていたが下川の名前はなかった。ボス役である石原裕次郎から「自分が共演したことがある俳優を入れてほしい」と言われ、プロデューサーの岡田晋吉が下川を抜擢した。
『太陽にほえろ!』で五代刑事役を演じていた山下真司とは1984年に『スクール☆ウォーズ』で再共演し、自身は山城晋平校長で出演した。放映当時の「支配的な教育（徹底的な管理教育）」「不良生徒は追い出せ」という思想とは正反対の「好き好んで不良になる生徒がいるのだろうか」という生徒目線の校長を演じきって代表作の1つとなった。
黒澤明からは『どですかでん』への出演で気に入られており、その後も別の作品の出演依頼を受けていたが、スケジュールの都合で叶わなかった。
晩年は病気のため地元に帰郷していた。
2004年3月25日、敗血症のため福岡市内の病院で死去。75歳没。
当時のワイドショーで、下川の死を知らなかった朝丘雪路が、レポーターに下川の死について聞かれ「えっ辰平さんが？」と驚く様子が放送された。なお葬儀には長年出演した『太陽にほえろ!』の共演メンバーを代表して竜雷太が東京からかけつけた。

## エピソード
- 学生時代はラグビーをやっていたこともあり、走る姿などにその片鱗がうかがえた。ウイングで100mを12秒台で走っていたという[6]。
- 『太陽にほえろ!』作中では、野崎家一家の出演やエピソードといった「プライベート」に関してのストーリーが群を抜いて展開されていた。オフィシャル本によれば『頑張ってください。応援しています』といったファンレターと同時に、『親とうまくいかない』『子供とどう接すればよいか?』といった親のない子や受験生から悩み相談の手紙が多数寄せられた。「役柄からですかね。自分が子供がいないので、コンプレックスを抱きながら芝居しているのが、かえって父親らしく見えるのかもしれませんね」といった旨の下川や番組スタッフの話が披露されている[7]。
- 『太陽にほえろ!』が盲学校で励ましのロケーションをしたときは、優しい下川が盲学校の生徒の中で一番人気があったという[8]。
- 『太陽にほえろ!』の新人刑事第1号である萩原健一が、殉職シーンで「人が死ぬ間際には、どんなことを思ったり言ったりするのだろうか?」と悩んでいたとき、下川は「戦争中の特攻隊員が故郷のお母さんのことを思い叫びながら、敵機に突っ込んでいった」とアドバイス。そのアドバイスを元に、萩原演じるマカロニ刑事の殉職シーンの最期の台詞が決定した[注釈 3]。松田優作演じるジーパン刑事の殉職時の台詞「なんじゃあ、こりゃあ!?」も、松田が下川から聞いた、意味不明の絶叫をして亡くなった入院患者のエピソードが元になっている。ほかにも、松田が下川のもとに来て、その際、イェジ・アンジェイェフスキの『灰とダイヤモンド』の話をしたことで、あの殉職シーンになったとも語っている[10]。下川は後年のインタビューで太陽にほえろ!を殉職で降板したかったとたびたび語っていて、護送中の流れ弾に当たっての殉職などの案があったという[11]。
- 竜雷太によると、萩原健一が最初の妻である小泉一十三とオープンカーに一緒に乗っていたときに、なぜか下川が後部の狭い座席に乗っていた。萩原としては下川に同乗してもらうことで、カモフラージュしているつもりだったという[12]。
- 動物が大好きで、動物の動きから芝居のヒントを得たこともあった[13]。また休日には一日スズメを観察していたり、太陽にほえろ! オーストラリアロケでも一番に動物園を訪れた[13]。またハイエナが大好きで、ハイエナの研究家であった[13]。

## 出演

### 映画
- 大地の夜明け [14]
- 筑豊のこどもたち (1960年、東宝)[15]
- 踊子とカメラマン (1960年、桜映画社)[16]
- 黄金の野郎ども（1967年、日活） - 赤間
- 首 (1968年)
- 闇を裂く一発（1968年、大映）
- 黒部の太陽（1968年、日活 / 石原プロ / 三船プロ） - 安部
- 地獄変（1969年、東宝） - 成岡
- 橋のない川第二部 (1969年)
- 君が若者なら（1970年)
- どですかでん（1970年、東宝） - 野本（島さんの同僚）
- 甦える大地（1970年、日活 / 石原プロ） - 竜吉
- 初めての旅（1971年、東宝） - 勝の父
- 潮騒（1971年、東宝） - 歌島丸船長
- 海軍特別年少兵（1972年、東宝） - 刑事
- 影の爪（1972年、松竹） - 園田
- 戦争と人間 第三部 完結篇（1973年、日活）
- 華麗なる一族（1974年、東宝） - 帝国製鉄工程部長
- 青春の蹉跌（1974年、東宝） - 部長刑事
- ともだち（1974年、日活） - 正吉
- あばよダチ公（1974年、日活） - 刑事
- ノストラダムスの大予言（1974年、東宝） - 自衛隊隊長[17][3]
- 東京湾炎上（1975年、東宝） - 寺田司厨長[17]
- 君よ憤怒の河を渉れ（1976年、松竹） - 小川刑事
- 狭山裁判（1976年、東映） - 池田
- やさぐれ刑事（1976年、東映）
- 巨人軍物語 進め!!栄光へ（1977年、東宝） - 高杉万吉
- 雨のめぐり逢い（1977年)
- わんぱくパック まなつのよるのゆめ（1977年)
- 雲霧仁左衛門（1978年、松竹） - 治平
- 新・人間失格（1978年、ATG） - 井沼
- 聖職の碑（1978年、東宝） - 俣野角平
- こむぎいろの天使 雀と少年（1978年、青銅プロダクション） - サブの父
- ガキ大将行進曲（1979年、独立映画）
- 遙かなる山の呼び声（1980年、松竹）
- 遙かなる走路（1980年、松竹） - 石田退三
- 魚影の群れ（1983年、松竹富士） - 無線連絡 浅見
- 積木くずし（1983年、東宝） - 赤坂署巡査
- 最後の博徒（1985年、東映） - 荒谷儀一
- 夫と妻の豊かなために（1989年、東映教育映画） - 宮原 敏彦
- GREEN BOY グリーンボーイ（1989年、松竹）
- ぼくと、ぼくらの夏（1990年、東映クラシックフィルム） - 山田 秀松
- 動天（1991年、東映） - 和泉屋善兵衛
- 江戸城大乱（1991年、東映） - 若林杢左衛門
- プロゴルファー織部金次郎シリーズ（1993年 - 1998年、東映） - 脇田彦三郎
- ゴト師株式会社III（1994年、パル企画）
- 難波金融伝・ミナミの帝王 劇場版PartXI 「追憶」（1998年、ケイエスエス） - 桜井刑事
- 雨あがる（2000年、東宝 / アスミック） - 宿屋の亭主
- ショコキ!（2001年、ゼアリズエンタープライズ） - 警察上司

### テレビドラマ
- 近鉄金曜劇場 / 目撃者（1964年、RKB / TBS）
- 海より深き（1965年、RKB）
- 大河ドラマ（NHK）
  - 三姉妹（1967年） - 浪士浜田
  - 竜馬がゆく（1968年） - 権平[注釈 4]
  - 天と地と（1969年） - 小山田備中守
  - 春の坂道（1971年）
  - 国盗り物語（1973年）
- 三匹の侍（CX）
  - 第5シリーズ 第26話「浪人天国」（1968年） - 大村
  - 第6シリーズ 第17話「山の血が騒ぐ」（1969年） - 雲十
- 東京コンバット 第11話「五年目の休日」（1968年、東宝 / CX）
- 鞍馬天狗（1969年、NHK） - 瀬戸屋新兵衛
- 東京バイパス指令 第64話「鬼」（1970年、東宝 / NTV）
- ありがとう 第1シリーズ（1970年、TBS）
- 鬼平犯科帳 第1シリーズ（1970年、NET / 東宝）
  - 第27話「五年目の客」 - 丹波屋忠兵衛
  - 第43話「うんぷてんぷ」 ‐ 金太
- 人形佐七捕物帳 第14話「二人お信乃」（1971年、NET / 東宝） - 宝屋万兵衛
- 時間ですよ（1971年、TBS） - すし幸
- ポーラテレビ小説 / お登勢（1971年、TBS） - 伊三治
- 天下御免（1971年 - 1972年、NHK）
- 天皇の世紀 第一部 第6話「異国」（1971年、国際放映 / ABC）
- おれは男だ! 第39話「弘二さんあなたの赤ちゃんです!」（1972年、松竹 / NTV）
- 飛び出せ!青春（1972年、東宝 / NTV）
- 太陽にほえろ!（東宝 / NTV） - 野崎太郎
  - 第1話「マカロニ刑事登場!」 - 第520話「野崎刑事 カナダにて最後の激走」（1972年 - 1982年）
  - 第562話「ブルース刑事登場!」（1983年）
  - 第665話「殉職刑事たちよやすらかに」（1985年）
  - 太陽にほえろ!PART2（1986年 - 1987年）
  - 七曲署捜査一係'97（1997年）
  - 七曲署捜査一係'99（1999年）
- 眠狂四郎 第21話「女の蕾は二度ひらく」（1973年、KTV / 東映）
- 風の中のあいつ（1973年、TBS）
- 荒野の素浪人 第2シリーズ（1974年、三船プロ / NET）
  - 第22話「くノ一情話」
  - 第39話「さらば九十郎」 - 安岡剛太郎
- 敬礼!さわやかさん（1975年、NET） - 大和周造
- 傷だらけの天使 第26話「祭りのあとにさすらいの日々を」（1975年、東宝 / NTV）
- 赤い運命（1976年、大映テレビ / TBS） - 白百合園園長
- 俺たちの旅 第19話「新婚旅行がまた大変です」（1976年、ユニオン映画 / NTV） - 滝沢
- 大江戸捜査網（12ch→TX / 三船プロ）
  - 第287話「連続放火魔の謎」（1977年） - 政五郎
  - 第586話「子の刻参上! 帰って来た鼠小僧」（1983年） - 藤七
- 刑事犬カール（1977年 - 1978年、TBS） - 高杉修平
- 土曜ドラマ（NHK）
  - 優しい時代（1978年） - 加納の父
- 半七捕物帳（1979年、歌舞伎座テレビ / ANB） - 熊蔵
- ゆうひが丘の総理大臣 第24話「学校ってなんですか?」（1979年、ユニオン映画 / NTV） - 山川の父
- 俺たちは天使だ!（1979年、東宝 / NTV） - 原田道太郎
- 白昼の死角（1979年、東映 / MBS） - 太田洋助
- 愛のABCD（1980年、NTV）
- 土曜ワイド劇場（ANB）
  - 松本清張の白い闇・十和田湖偽装心中（1980年、大映テレビ）
  - 女弁護士 朝吹里矢子（1981年 - 1992年、東映） - 伊東文次　※十朱幸代主演版
  - 考古学者シリーズ 第7作「婚約者殺し」（1988年、近代映画協会） - 高山北署署長
  - 新・法医学教室の事件ファイル 第2作「死体が盗まれた!! 女医が暴いた偽装殺人のカルテ」（1995年） - 榊文浩
  - 法医 歯科学の女 第1作「屋久島～指宿 バラバラ死体が海を渡る!」（1997年） - 五十嵐良吉
- 連続テレビ小説（NHK）
  - まんさくの花（1981年）
  - 春よ、来い（1995年）
- 博多屋台ものがたり（NHK福岡）
- 銭形平次 （東映 / CX）
  - 第741話「負けるな!父」（1980年） - 弥助
  - 第840話「なさぬ仲」（1983年） - 吉五郎
  - 第863話「謎の書置き」（1983年） - 彦六
- 同心暁蘭之介 第44話「通り魔」（1982年、杉友プロ / CX）
- 右門捕物帖（1982年 - 1983年、ユニオン映画 / NTV） - 八助
- 長七郎江戸日記（1983年 - 1991年、ユニオン映画 / NTV） - 三宅宅兵衛
- ザ・サスペンス / 西村京太郎サスペンスシリーズ（1983年 - 1984年、TBS / 大映テレビ） - 山本刑事
- スクール☆ウォーズ（1984年、大映テレビ / TBS） - 山城晋平
- 暴れ九庵 第20話「雨やどり」（1985年、KTV / 東宝） - 弥吉
- ポニーテールはふり向かない（1985年、大映テレビ / TBS）
- スタア誕生（1985年、大映テレビ / CX） - 河田善之助
- おんな風林火山（1986年 - 1987年、TBS） - 下島政茂
- 火曜サスペンス劇場（NTV）
  - 博多長崎殺人行（1986年9月）
  - 切り裂き魔（1987年）
  - 松本清張スペシャル・渡された場面（1987年、NTV映像センター） - 門野順三
  - 魔術はささやく（1990年、NTV映像センター） - 浅野大造
  - 殺意に抱かれて（1992年、東北新社）
  - 森村誠一の共犯の瞳（1992年、日本映像） - 大久保千次
  - 盲人探偵・松永礼太郎 第4作「警察嫌い」（1995年） - 西川
  - 取調室 第9作「数多くの人の命を救った女医が犯した殺人に県警本部が挑んだ10日間」（1998年、放映企画） - 片桐慎吾
  - 刑事・鬼貫八郎 第11作「積木の塔」（2000年） - 楠木（マグロ船元船長）
  - 警部補 佃次郎 第10作「つぐない」（2000年、テレパック） - 阿久根恒造（貸ビル・金融業経営者）
- プロゴルファー祈子（1987年、大映テレビ / CX） - 森戸大二郎
- ビートたけしの浅草キッド・青春奮闘編（1988年、EX）
- TBS大型時代劇スペシャル / 坂本龍馬（1989年、TBS）
- 京都サスペンス / 夕顔の寺殺人事件（1989年、松竹 / KTV） - 刑事
- 月曜ドラマスペシャル（TBS）
  - 夏樹静子の第三の女（1989年）
  - 保険調査員 しがらみ太郎の事件簿 第1作「出雲松江殺人事件」（1996年） - 長沼義和
- 新春時代劇スペシャル / 新吾十番勝負（1990年、ANB / 東映）
- 直木賞作家サスペンス / 後追い心中、桜の涙（1990年、東映 / KTV） - 刑事
- あばれ八州御用旅 第1シリーズ 第2話「非情・黒田槍」（1990年、ユニオン映画 / TX） - 武平
- さすらい刑事旅情編（東映 / ANB）
  - さすらい刑事旅情編II 第13話「レイプ! 古都鎌倉3年前の殺意」（1990年）
  - さすらい刑事旅情編V 第10話「恋人を襲った女? 山手線の殺意」（1992年）
- 暴れん坊将軍シリーズ（ANB / 東映）
  - 暴れん坊将軍III 第98話「ひとりぽっちの夢飾り」（1990年） - 秋山源左衛門
  - 暴れん坊将軍V 第15話「めおと春秋、涙に夢灯り」（1993年） - 佐久間軍兵衛
- 寛永風雲録（1991年、NTV） - 山崎黒石
- 女無宿人 半身のお紺 第1話「想い涸れましょうや」（1991年、C.A.L / TX） - 徳田九兵衛
- 裸の大将 第49話「僕にはお化けが見えるので」（1991年、KTV / 東阪企画） - 茂吉
- 鬼平犯科帳 第4シリーズ 第1話「討ち入り市兵衛」（1992年、松竹 / CX） - 松戸の繁蔵
- 四匹の用心棒 かかし半兵衛無頼旅（1993年、ANB / 東映） - 堀石見守
- ウルトラマンになりたかった男（1993年、TBS / 円谷プロ）- 夏目総監督 役
- 喧嘩屋右近 第2シリーズ 第12話「名前の無い依頼人」（1993年、松竹 / TX）
- 父子鷹（1994年1月 - 3月、松竹 / NTV） - 栄助
- 名奉行 遠山の金さん（東映 / ANB）
  - 第6シリーズ 第6話「必殺世直し人の娘」（1994年） - 月村木兵衛
  - 第7シリーズ 第20話「名探偵? 金さん岡っ引きになる」（1996年） - 花房平左衛門
- 銭形平次 第4シリーズ 第1話「夜歩き観音」（1994年、CX） - 蓬莱堂長兵衛
- 大岡越前 第14部 第12話「偽証に悩む男の良心」（1996年9月2日、C.A.L / TBS） - 嘉兵衛
- 水戸黄門（C.A.L / TBS）
  - 第24部 第14話「波瀾万丈!薩摩の対決 -鹿児島-」（1995年12月18日） - 作右衛門
  - 第26部 第15話「白磁に咲いた恋の花 -伊万里-」（1998年5月25日） - 卯右衛門
  - 第27部 第4話「こけしの里の鬼退治 -仙台-」（1999年4月12日） - 百助
- ドラマ30 / ふ〜ふ生活（1996年5月 - 6月、CBC）
- 世にも奇妙な物語 「モザイク」（1999年、CX）
- 水曜ドラマの花束 / 鶴亀ワルツ（1999年、NHK） - 留吉
- 衛星ドラマ劇場 / 櫂（1999年5月13日・20日、NHK）- 百鬼勇乃介[18]
- 東芝日曜劇場 / 催眠（2000年、TBS）
- 月曜ドラマシリーズ / 名古屋仏壇物語（2002年、NHK）
- ケータイ刑事 銭形愛 第1話「消えた死体の謎 〜トップモデル殺人事件〜」（2002年、BS-i） - 野崎太郎
- 木曜ドラマ / TRICK3 （2003年、EX）
  - 第5話 新展開!…絶対死なない老人ホームの謎 - 赤地茂蔵
  - 第6話 絶対に死なない老人ホームの謎〜解決編 - 赤地茂蔵
- こちら本池上署 第3シリーズ 第2話「葬式サギ師」（2004年、TBS） - 中尾正造

### 舞台
- 御宿かわせみ (1997)

### アテレコ
- 「シェーン」：ヴァン・ヘフリン
- 「勝負師」：ベルナール・ブリエ

### その他テレビ
- ぶらり途中下車の旅（日本テレビ）
- たけしのポリスアカデミー（テレビ朝日）

### CM
- レイキ工業 （1985年ごろ）
- サントリー モルツ※原田泰造と共演。
- AGF リラックスブレンディ『太陽にほえろ!』の長さん役。(1994年）
- NTT DoCoMo
- 小林製薬 タフデント
- ローソンのおでん『太陽にほえろ!』での張り込みをイメージしたもので、石原良純との共演。(1998年頃）

### ラジオドラマ
- 日本沈没 （1973年 - 1974年、MBSラジオ制作・NRN系列放送） - 吉村

### Vシネマ
- UFO仮面ヤキソバン 怒りのあげ玉ボンバー （1994年、ヤキソバン製作委員会） - 執事